# Galey
Galey är en kommun i departementet Ariège i regionen Occitanien i södra Frankrike. Kommunen ligger  i kantonen Castillon-en-Couserans som ligger i arrondissementet Saint-Girons. År 2022 hade Galey 113 invånare.

## Befolkningsutveckling
Antalet invånare i kommunen Galey
Referens: INSEE